# 사하 전투
사하 전투(일본어: 沙河会戦 사카 노 카이센[*], 러시아어: Сражение на реке Шахе)는 러일 전쟁 중기 만주 남부의 선양시 사하 강에서 러시아군과 일본군이 치른 전투이다.

## 배경
요동 전투의 패배 후 극동의 러시아군이 점점 불리해지자 선양시에 모든 군사와 물자를 주둔시키기로 결정했고 알렉세이 쿠로파트킨 사령관의 감독 하의 최근 완성된 시베리아 철도의 일부 부분을 이용했고 이에 오야마 이와오가 이끄는 일본군은 사하 강에 대한 공격을 강화했다.

## 전투 과정
1904년 10월 5일 러시아군은 21만 명의 군사를 이끌고 요동 동북쪽의 산맥을 올라 공격했으나 일본군이 차츰 주도권을 얻고 왼쪽 측면의 러시아군을 공격했다.
일본군은 육군 제1사단의 구로키 다메모토와 제2사단의 오쿠 야스카타, 제4사단의 노즈 미치쓰라 등이 이끄는 17만 명의 군사로 이루어져 있었고 10월 10일 저녁 오야마는 러시아군의 오른쪽 측면을 공격하도록 명령했다.
이로써 10월 13일 일본군은 요동 동북쪽의 산속에 있는 러시아군의 사하 강 진출을 저지하고 압박해 10월 17일 쿠로파트킨 사령관은 공격을 철회하고 철수했다.

## 결과 및 영향
이 전투에서 러시아군은 시베리아 철도의 일부 개통에도 불구하고 제대로 된 공격을 펼치지 못했고 쿠로파트킨 사령관은 다시 군대를 선양 쪽으로 돌려 전투를 치렀으나 무승부, 또는 결정적인 패배로 끝났다.